# ميس هادئ
ميس هادئ (الاسم العلمي:Celtis pacifica) هو نوع من النباتات يتبع جنس الميس من الفصيلة القنبية.